# Karegeza
Karegeza är ett periodiskt vattendrag i Burundi.   Det ligger i provinsen Rutana, i den centrala delen av landet, 80 kilometer sydost om huvudstaden Bujumbura.
Omgivningarna runt Karegeza är en mosaik av jordbruksmark och naturlig växtlighet. Runt Karegeza är det ganska tätbefolkat, med 199 invånare per kvadratkilometer.